# Teatro Supercinema (Viareggio)
Il Teatro Supercinema è stato un teatro situato a Viareggio attivo dal 1929 al 1970. Dal 1930 al 1993 anche come cinema. 
Dal 1998 è una sala multifunzionale.

## Storia e descrizione
Nasce come ristorante “Al Mare”, realizzato interamente in legno, nel 1870. Nel 1917 scoppia un incendio spaventoso in Passeggiata e molti locali, essendo la maggior parte in legno,
vengono distrutti. Allora il comune chiede la ricostruzione con edifici in muratura ai concessionari.
Nasce così il teatro Supercinema, con l'accesso dal Caffè Savoia, progettato dall'architetto viareggino Alfredo Belluomini e le decorazioni del fiorentino Galileo Chini, nel 1927, come esempio di Stile Liberty.
È caratterizzato da una pianta rettangolare, l'ingresso maestoso ed elegante, con il porticato a pilastri da lato della passeggiata, si accede al Caffè Savoia e da lì si allunga verso il mare, lungo la piazza, il teatro Supercinema.
La facciata con il porticato è impreziosita dalle maioliche e ceramiche della Manifattura Chini con animali marini e il monogramma “CS”, con la scritta in alto "Supercinema".
La sala del teatro si sviluppa su due piani: il piano superiore ospita i primi posti, all’epoca i più esclusivi, mentre il piano inferiore prevede la suddivisione in secondi e terzi
posti, questi ultimi a ridosso del palcoscenico. Ancora oggi è possibile ammirare i disegni, gli stucchi, le plafoniere e le decorazioni ad opera del Chini: onde stilizzate, pesci, 
imbarcazioni, inoltre due delfini formano, con il loro intreccio, il monogramma CS.
L'edificio è di colore giallo-ocra come la sabbia e le decorazioni azzurre come il mare.
Il 15 giugno del 1929 si inaugura il teatro "Supercinema" e il "Caffe Savoia". Fino alla seconda guerra mondiale il teatro vive un periodo di splendore: nel 1932 il debutto di 
Totò, negli anni 1936 e 1937 Edoardo Bianco con la sua orchestra, le prime di spettacoli teatrali e proiezioni cinematografiche.
Al caffè Savoia è ritrovo di artisti e personaggi celebri, tra i quali Guglielmo Marconi.
Il teatro Supercinema è colpito da una bomba aerea nel 1944 e quando gli americani arriveranno in città, useranno alcune travi per sorreggere il tetto del Teatro Eden.
Nel dopoguerra viene ricostruito fedelmente.
Negli anni '70 del Novecento il teatro chiude e rimane solo cinema. Nel 1993 cessa l'attività anche come cinema.
Il Caffè Savoia negli anni '80 del Novecento diventa una paninoteca fast food in stile americano fino al 2017, quando chiude.
Nel 1998, il teatro Supercinema riapre come Caffè Liberty, sala multifunzionale (sala ballo, eventi, manifestazioni).
Nel 2021 riapre anche il caffè Savoia.